# 創造神話
創造神話（そうぞうしんわ）とは、人類・地球・生命および宇宙の起源を説明する物語のことである。
このような様々な考えは、科学的調査、形而上学的思索、宗教的信念、といったあらゆる出発点から始まっており、それぞれの考え方のばらつきは非常に大きい。
宇宙の創造を語るのはローラシア型神話群の特徴とされるが、この話はアフリカのカラハリ・サンやオーストラリアのアボリジニの神話では欠如していることから、ローラシア型神話は神話の中では比較的新しい神話とされる。

## 「創造神話」と「創世神話」
一般的に、「創造神話」(origin belief) といった場合、「『至高の存在』（例えば神）が、慎重に考えて『宇宙を創造した』」というような宗教的神話である「創世神話」(creation myth) と同一視される。しかしながら、「創造神話」は非宗教的主張や現代科学、哲学に基づく理論を含むように一般化されるであろう。また創造と言う場合、世界・宇宙に限らず人間などの創造も含む事にも留意する必要がある。
いくつかの宗教団体は、創世神話が、生命や宇宙の成り立ちの科学的説明と並んで考えられるべきだとしており、また団体によっては、取って代わるべきだと主張するものもある。

## 類型論
多くの創世神話は、大きなものから小さなものへの順序、混沌から秩序への変化といった、広い範囲で同じテーマを持っていることが多い。
一般的なモチーフとしては以下のようなものがある。
宇宙卵型卵から世界が生じたというモデル。主に東南アジアに多いタイプだが、フィンランドのカレワラや、オルペウス教の創世神話など、ヨーロッパにも宇宙卵の概念は見られる。
潜水型先に一面水浸しの世界があり、神や動物が水底の泥から世界を作るというモデル。ユーラシア北部から北アメリカに多く見られる。ペルシア方面からの善悪二元論思想の影響を受けた神話が多い。
世界巨人型、死体化生型神や巨人などの死体から、天体の運行などの自然現象や、食糧などの生活資源が生じたというモデル。中国の盤古、インドのプルシャ、アイスランドのスノリのエッダと、世界の広い範囲に見られる。
世界両親型日本の国産み神話のように、神の両親から生まれたというモデル。アジアでは近親相姦を戒める筋書きとなる神話が多い。
一神教デミウルゴス、ユダヤ教系。造物主が原初の混沌から世界を作り出した。

## 創造神話の一覧

### 多神教

#### 日本神話
日本神話においては、イザナギとイザナミという二柱の兄妹神が主な島々や神々たちを生みもうけたとされる。

#### バビロニア神話
バビロニアにおける創造神話は、『エヌマ・エリシュ』(Enuma Elish)としても知られる『創世記』において語られる。
メソポタミアの『創世記』は、紀元前2千年紀にまでさかのぼる。
詩では、神マルドゥク（または詩のアッシリア版のアッシュール）は、海の女神ティアマトによって計画された攻撃から神々を守るために作り出された。
英雄マルドゥクは、自分が彼らの中の最高の指導者に任命され、ティアマトの脅威が過ぎ去った後も引き続きそうであるならば、神々を救うと申し出た。
神々はマルドゥクのその任期に同意した。
マルドゥクはティアマトに戦いを挑み、彼女を破壊した。
彼はそれから、大地と天を作るために彼女の死体を2つに裂いた。そして、暦を作り出し、惑星、星、月、太陽の運行と天気を管理した。
神々はマルドゥクに忠誠を誓った。そしてマルドゥクは、神の領域に地上で対応する場所としてバビロンを建設した。
マルドゥクはさらに、ティアマトの夫キングーを破壊し、神々のために働ける存在としての人間を作り出すために、彼の血を使った。

#### ギリシア神話
ギリシア神話では、天地は神によって作られるものというより、むしろ神が天地そのものであり、神々の誕生の系譜がそのまま天地の由来とされる。このような系譜を神統記という。以下にヘーシオドス『神統記』に見られる、ギリシア神話の創造神話（神統記）を示す。
- 天地の前には混沌（カオス）のみが存在した。
- カオスから最初に大地（ガイア）、夜（ニュクス）、闇（エレボス）、愛（エロース）、奈落の底（タルタロス）が生まれた。（エロースについてはアプロディーテーの息子という説もある。）
- ニュクスとエレボスから上天（アイテール）と昼（ヘーメラー）が生まれた。
- ガイアは自力で天（ウーラノス）を産んだ。
- ガイアはウーラノスとの間にティーターンたちを産んだ。
- ティーターンには、大洋オーケアノス、農業（クロノス）、記憶（ムネーモシュネー）、レアー、ヒュペリーオーン、コイオス、クレイオス、イーアペトス、テミス、テーテュース、テイアーがいる。
- ウーラノスは子供に地位を奪還されまいとしてティーターンたちをガイアに押し込めた。
- 怒ったガイアの命を受けたクロノスがウーラノスを去勢し、去勢された男根の泡から美（アプロディーテー）が生まれた。
- ヒュペリーオーンとテイアーの間に太陽（ヘーリオス）と月（セレーネー）が産まれた。
- クロノスはレアーとの間にゼウス、ポセイドーン、ハーデース、ヘスティアー、デーメーテール、ヘーラーを産んだ。
- クロノスは子孫に地位を奪回されると予言されていたため、子供を次々と飲み込んだ。
- ゼウスだけがレアーによって難を逃れ、キュクロープスやヘカトンケイルと共にティーターノマキアーでクロノスたちを倒し、タルタロスに幽閉した。
- ゼウスが世界の支配者となり、人間がプロメーテウスの手によって作られた。
- その後、女がヘーパイストスの手によって作られパンドーラーと名づけられた。

#### 北欧神話
『古エッダ』の『巫女の予言』は、北欧神話における、今存在する世界の創造の記述で始まる。
……ユミルの生きていた太古の昔、海も波も砂も大地も天も草もなく、ただ、大きな淵だけがあった。……
最初は、北のニヴルヘイムの氷とムスペルヘイムの炎を除いて、何もなかった。それらの間に、大きく開いた淵があった（ギンヌンガガプ。しかしこの名称は時々、固有名詞として翻訳されないことがある）。この淵の中で氷のいくつかが炎からのいくつかの火の粉とぶつかった。氷は溶けて毒気(en:Eitr)となった。さらにそれは雌雄同体の巨人ユミルと、彼を乳で養うことになる雌牛アウズンブラの体を作り出した。アウズンブラは霜氷を舐めることで食餌した。次第に牛は氷の中に人間の頭髪を露わにしていった。翌日、牛は彼の顔を露わにした。さらに翌日、牛は彼、ブーリの姿を完全に露わにしていた。
ユミルは、男女2人の人間であるごとく、スルーズゲルミルの父になった。ブーリは、ボルの父となった。ボルは3人の息子、ヴィリ、ヴェー、そしてオーディンを得た。彼らが巨人ユミルを殺した。ユミルの血が引き起こした大洪水により、両種族の最初の男女は死んでしまった。ベルゲルミルの父となったスルードゲルミルも溺死した。
ベルゲルミルは木の幹の空洞に隠れて生き延びた。
オーディンと兄弟たちは、宇宙を作り出すためにユミルの体を使った。彼の体を挽いて土壌とした。彼の肉に現れた蛆が、地下に住む小人となった。ユミルの骨が山となった。オーディンは雲を作り出すために彼の脳を空にまき散らした。宇宙は9つの世界から成り立っている。その中でもこの大地（マンハイム）が中心にあった。オーディンらはユミルの頭蓋を持ち上げる4人の小人、ノルズリ（北）、スズリ（南）、アウストリ（東）とヴェストリ（西）を置き、天を構築した。それからムスペルヘイムから飛来する火の粉を使って、太陽と月、星を作り出した。
オーディンと他の2人（『古エッダ』はヘーニルとローズルだと語る。彼らはヴィリとヴェーの言い換えと考えられている）が浜辺に沿って歩いていた時、流木の2切れ（それぞれをトネリコとニレとする話もある）を見つけた。これらから「最初の」人間（最初の2組の人間はユミルの血の洪水で溺死した）、アスクとエムブラを作り出した。ユミルの眉毛が、人間たちがその中で暮らせる場所を作り出すのに使われた。その場所はミズガルズと呼ばれた。
神々は、季節と同じように昼と夜の運行を管理した。ソールは太陽の女神で、ムンディルファリと妻グレンの娘であった。毎日彼女は、アルスヴィズとアールヴァクという名の2頭の馬に引かれる馬車に乗って空を通過する。この通過は、「妖精の栄光」を意味するアールヴレズルという名で知られている。それは太陽を指す一般的なケニングであった。ソールは、彼女を飲み込みたがっている狼スコルによって一日中追われている。日食は、スコルが彼女にほぼ追いついたことを示している。（世界の終わる時、スコルが最終的にソールを捕えて食べることは、運命づけられている。しかし、彼女の娘が彼女に取って代わる。）ソールの兄弟、月の神マーニもまた、もう1頭の狼ハティに追われている。大地とソールとの間に小人スヴェルが立っていて、彼によって大地は太陽の膨大な熱から守られている。アールヴァクとアルスヴィズの燃え上がる鬣が、大地へ光を投げかけている。

#### エジプト神話
エジプト神話とはエジプト地域で信仰されていた神話のことであるが、地域や時代によって内容の異同が激しく、天地創造に関しても一様ではない。
ヘリオポリスにおける信仰（ヘリオポリス神話）では、以下のような話が語られている。
- エジプト九柱の神々の物語において、原初の海ヌンより生まれた男神アトゥム（信仰によっては太陽神ラー）は、自慰により生じた精液と吐息を吐き出し、テフヌト（湿気）、シュウ（空気）をそれぞれ生じた。シュウとテフヌトの間にゲブ（大地）とヌト（天空）が生まれた。
- ゲブとヌトはずっと抱き合っていたため、シュウがそれを引き離した。このとき、ヌトがゲブと接している面は手と足だけとなった。また、ゲブはヌトに近づこうと山を作り出した。
- シュウがゲブとヌトを引き離したときに、2神の子として、閏日に死の神オシリス、砂漠の神セト、生命の神イシス、ネフティス及びハロエリスが生まれた。オシリスとイシス、ネフティスとセトは夫婦であった。

#### アボリジニ神話
- クンウィンク族の創世神話における最初の母インガルナとされる存在。
- ポンガポンガ族の創世神話におけるエインガナは全ての水、石、木、動物、及び人間の母とされる。
- ムルンギン人の創世神話におけるユルルングルは偉大なる父たる蛇。

### 一神教

#### キリスト教

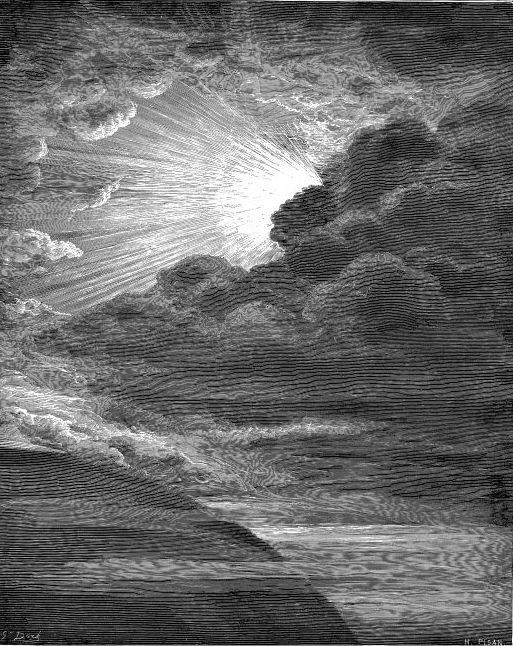
ギュスターヴ・ドレの作品「光の創造」

キリスト教における世界の創造は、旧約聖書の創世記第1章にて語られている。
初めに、神は天と地を創造した。地は混沌とし、水面は闇に覆われ、聖霊がうごめいていた。神は「光あれ」と言って光を生み出し、昼と夜とを分けた。これが世界の始まりの1日目である。2日目に神は、水を上と下とに分け、天を造った。3日目には大地と海とを分け、植物を創った。4日目には日と月と星が創られた。5日目には水に住む生き物と鳥が創られ、6日目には家畜を含む地の獣・這うものが創られ、海の魚、空の鳥、地の全ての獣・這うものを治めさせるために人間の男と女が創られた。
また創世記の第2章以降では、もう一つの天地と人間の創造が語られている。
カバラ思想では、ツィムツーム（en:Tzimtzum、「縮小」とも）という解釈もなされている。

#### イスラム教

アラビア語で書かれた「アッラーフ」の文字

イスラム教では、すべてのものはアッラーフ（アラビア語で「[アッラー]」、イスラム教では神は唯一で絶対である）によって創造されたとされる。クルアーンには、アッラーフが創造主であることを示す記述がいくつもある。